# Chris Pendleton
Chris Pendleton (Lemoore, Kalifornia, 1982. január 21. –) amerikai birkózó, 2020-tól az Oregon State Beavers birkózócsapatának vezetőedzője. 2004-ben és 2005-ben megnyerte az NCAA I-es divíziójának 174 fontos (79 kilogrammos) kategóriáját, valamint háromszor kapta meg az All-America elismerést.

## Pályafutása
A lemoore-i középiskola végzőseként 66 kilogrammos kategóriában állami bajnok lett. 2000-ben elnyerte a Junior Schalles-díjat. Egyetemistaként az NCAA bajnokságain többször legyőzte Ben Askrent.
2020 márciusában az Oregon State Beavers birkózóedzője lett. 2022-ben a Pac-12 Conference az év edzőjének választotta.

## Családja
Édesanyja Lisa Cervantez, édesapja Bill Pendleton. Két öccse szintén birkózó.

## Fordítás
- Ez a szócikk részben vagy egészben  a   Chris Pendleton című angol Wikipédia-szócikk ezen változatának fordításán alapul.  Az eredeti cikk szerkesztőit annak laptörténete sorolja fel. Ez a jelzés csupán a megfogalmazás eredetét és a szerzői jogokat jelzi, nem szolgál a cikkben szereplő információk forrásmegjelöléseként.